# Pirámide de Mayo
La Pirámide de Mayo es el primer monumento patrio que tuvo la Ciudad de Buenos Aires (Argentina). Actualmente se encuentra en el centro de la plaza de Mayo. Su historia comienza en marzo de 1811 cuando la Junta Grande decidió mandar a construir un monumento del lado oeste de la plaza, para celebrar el primer aniversario de la Revolución de Mayo.
En 1856, bajo la dirección del artista Prilidiano Pueyrredón, se la transformó construyendo una nueva pirámide sobre los cimientos de la anterior, que es la que se observa actualmente.
En 1912, después de haber sufrido algunas modificaciones, se la trasladó al sitio actual, 63 m más al este de donde se encontraba originalmente, pues se pensaba erigir un enorme monumento que la contuviera en su interior.
La escultura de la Libertad, obra del escultor francés Joseph Dubourdieu, corona al monumento que, desde el suelo hasta la parte superior del gorro frigio  de dicha escultura, ha servido de modelo para la alegoría de la Argentina, y  mide 18,76 m.

Buenos Aires tiene su monumento fundamental único, epónimo: la Pirámide de Mayo. Sitio y símbolo umbilical de la libertad (...) para quien mira de la calle es una norma, un fermento y un punto de partida; para quien la contempla desde los balcones de la Casa de Gobierno, un índice o un reproche. (...) no se puede describir ni tiene porqué entenderla el turista, se la ama, se la siente. Tampoco vamos a visitarla casi nunca, pero nos es imprescindible saber que está allí. Ella es la verdadera Capital de la Nación.
Florencio Escardó, en 1945.

## Historia

### Inauguración
En marzo de 1811 la Junta Grande decidió que el 25 de mayo de ese año se celebrara el primer aniversario de la Revolución de Mayo, y pidió al Cabildo que dispusiera la mejor forma de hacerlo. Este último decidió, el 5 de abril de 1811, aprobar el programa de festejos, en el que se incluía erigir una Columna del 25 de Mayo, con carácter transitorio. La propuesta consistía en erigir una pirámide figurada con jeroglíficos, idea aceptada por su carga simbólica y por la brevedad del tiempo disponible para ejecutarla.  No ha quedado registro que permita saber por qué se eligió la forma de obelisco para el monumento. Lo cierto es que a pesar de que esa era su forma siempre se lo denominó con el nombre de pirámide.
La plaza de Mayo estaba en ese entonces dividida por la Recova, formando dos plazas: la que estaba frente a la actual Casa Rosada se llamaba Plazoleta del Fuerte y la que daba frente al Cabildo de Buenos Aires, Plaza de la Victoria, cuyo centro fue elegido para levantar la pirámide.

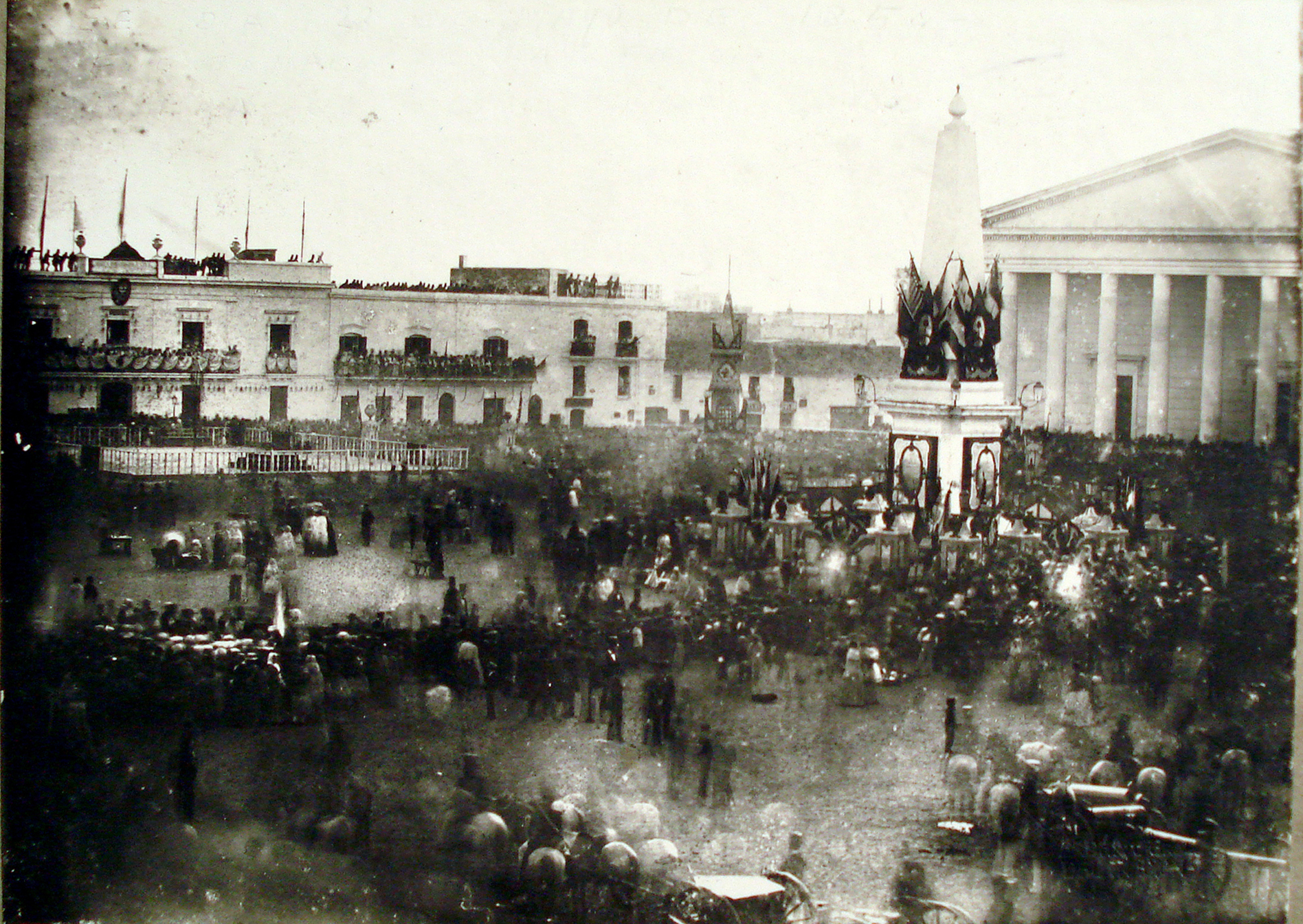
Jura de la Constitución de Buenos Aires (1854) Daguerrotipo atribuido a Charles Fredricks. Se puede ver la obra original antes de los cambios de 1856.

De su construcción se encargó el alarife (como se la decía al maestro mayor de obras) Francisco Cañete, por indicación del cual y de don Juan Gaspar Hernández, profesor de escultura de Valladolid, el monumento se hizo con materiales sólidos, en vez de utilizar madera como estaba proyectado hacerlo inicialmente.
El 6 de abril de ese año se colocaron los cimientos, mientras bandas de música contribuían a la algarabía general. Se planteó una estructura sencilla: una pirámide de base cuadrangular, erigida sobre un pedestal de estilo romano, con cuatro ángulos entrantes y una cornisa volada en derredor.
La construcción comenzó a principios de abril y avanzó con rapidez, con el objetivo de inaugurarla para el 25 de mayo de 1811. Se utilizaron ladrillos, madera y materiales económicos. El interior fue dejado hueco por cuestiones estructurales y de rapidez, permitiendo trabajar desde adentro hacia afuera. La ornamentación se resolvió de forma austera, recurriendo a carteles alegóricos, inscripciones patrióticas y un simbolismo nacional emergente.
El 25 de mayo de 1811 se inauguró la obra, a pesar de que se la terminó días después, ya que Cañete no logró cumplir con el tiempo estipulado. Se colocaron al pie de la pirámide las banderas de los Regimientos Patricios, Arribeños, Pardos y Morenos, Artillería, Húsares y Granaderos de la guarnición Buenos Aires. La pirámide y la Catedral fueron profusamente iluminadas. La Recova se iluminó con 1141 velas de sebo. Los festejos duraron cuatro días e incluyeron danzas, sorteos y manumisión de esclavos.
El día de la inauguración, la señora de Mariano Moreno, María Guadalupe Cuenca, le escribió una carta al marido, ignorante de que este ya había fallecido el 4 de marzo en altamar, en la cual le comentaba con respecto al día de la inauguración "Están en una gran función en acción de gracias por la instalación de la junta; predica Chorroarín, han hecho arcos triunfales, una Pirámide en medio de la Plaza, aunque no la han podido acabar". Ya antes, el 20 de abril, en otra carta, le decía que "en la plaza principal están levantando una pirámide...", esta carta es la primera referencia de un particular que se tiene sobre la misma. Por su parte, el cronista porteño Juan Manuel Beruti, escribió sobre el festejo inaugural: "En este mismo se construyó la gran pirámide que decora la plaza Mayor de esta capital y recuerda los triunfos a la posteridad de esta ciudad la que se principió a levantar sus cimientos el 6 de abril último; pero aunque no está adornada con los jeroglíficos, enrejados y adornos que debe de tener por la cortedad del tiempo que ha mediado, sin embargo a los cuatro frentes, provisionalmente se le puso una décima en verso, alusiva a la obra y victorias, que habían ganado las valerosas tropas de esta inmortal ciudad...".
Aunque nunca fueron hallados los planos trazados por Cañete, estudios realizados posteriormente llegaron a la conclusión de que era una pirámide hueca, pues por la premura del tiempo no se hizo de mampostería compacta. Estaba fabricada de adobe cocido, y tenía unos 13 metros de altura (montada sobre su pedestal alcanzaba unos 15 m); tenía un zócalo sobre dos gradas, un pedestal sencillo de cuatro ángulos entrantes y cornisa volada alrededor. Un globo decorativo remataba el conjunto. Lo rodeaba una verja sustentada por doce pilares de material terminados cada uno en una perilla redonda. En las cuatro esquinas de la verja se colocaron en 1812 otros tantos postes, de los que colgaban farolitos alimentados con grasa de potro.
En los días de fiestas patrias se la adornaba profusamente con cintas, gallardetes, faroles de papel y leyendas alusivas.
En 1826 el presidente Bernardino Rivadavia proyectó erigir un monumento a los hombres de la Revolución de Mayo, que consistiría en una magnífica fuente de bronce “subrogando al que hoy existe”, con la inscripción: "La República Argentina a los autores de la revolución en el memorable 25 de mayo de 1810". Se debatió entonces si correspondía eliminar a la Pirámide de Mayo. Como sea el proyecto no se llevó a cabo debido a la renuncia de Rivadavia en 1827 y a pesar de que la ley fue sancionada por el Congreso.
En 1834 se encontraba en ruinas, descascarada y desmenuzada y su cerca retorcida y oxidada. El gobierno provincial contrató al albañil Juan Sidders y al herrero Robert M. Gaw para repararlas. El arreglo terminó en enero del año siguiente, dos meses después de que asumiese como gobernador Juan Manuel de Rosas.
En 1852 los hermanos Jaunet, utilizando un pequeño gasómetro, la iluminaron con lámparas de gas, dejando asombrado al público, que solo conocía de faroles alimentados con aceite de potro.
El 23 de mayo de 1854 se juró junto a ella la Constitución del Estado de Buenos Aires. Se colocaron entonces cuatro pirámides adornadas y con inscripciones, de estilo gótico, en sus cuatro ángulos y muchos adornos realizados con flores.

### La nueva Pirámide

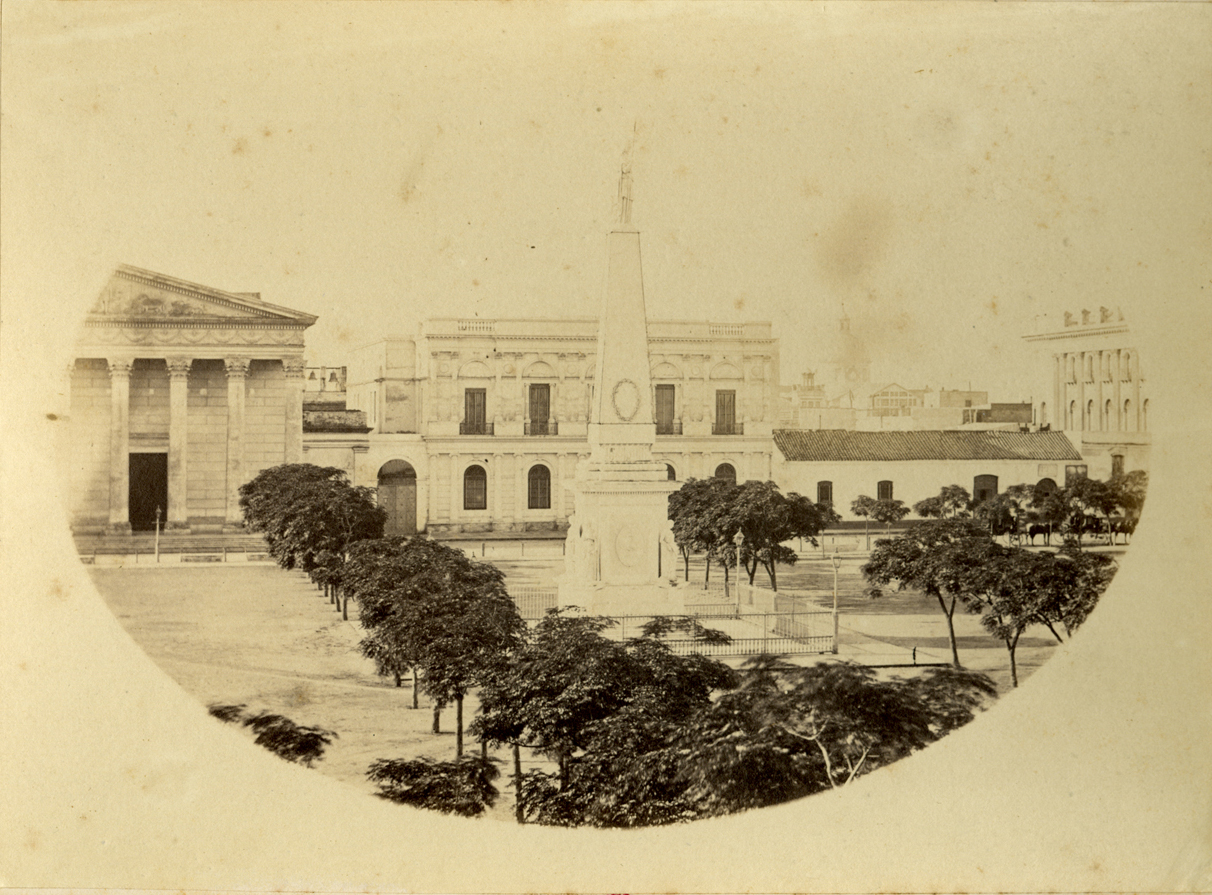
La nueva pirámide ante la Catedral y el Arzobispado, fotografía de Gonnet. (1864)

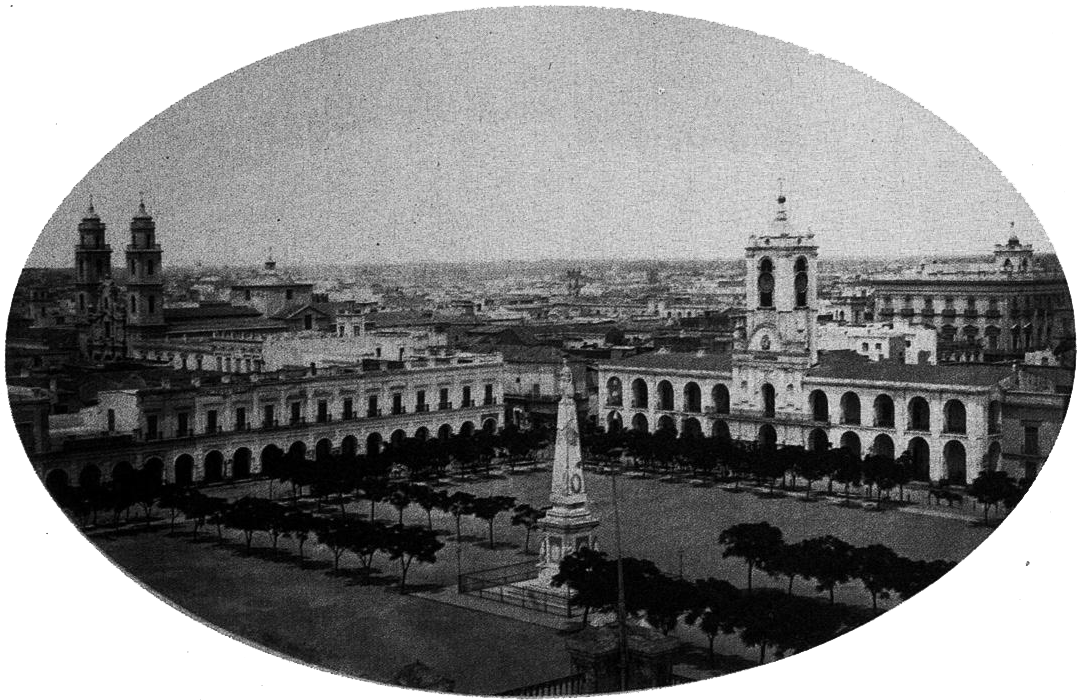
La Pirámide en medio de la Plaza de la Victoria, frente al Cabildo y la Recova Nueva (1867).

En 1856 la Pirámide de mayo se encontraba nuevamente muy abandonada. El 3 de abril de ese año se instaló la Municipalidad de Buenos Aires y la reparación del monumento fue una de sus primeras medidas. Una comisión nombrada al efecto integrada por Domingo Faustino Sarmiento, Felipe Botet e Isaac Fernández Blanco encomendó al pintor y arquitecto Prilidiano Pueyrredón que la transformara. Este realizó un proyecto con el deseo de hacerla más artística y grandiosa. Esta idea fue aceptada y se construyó la actual, dejando parte de la primitiva en su interior al revestirla con ladrillos y argamasa. Modificó el pedestal y el remate original, haciéndola más alta y ancha. Se la dotó en su parte superior de una estatua de la Libertad, cuya cabellera se cubrió con un gorro frigio (alegoría de La Argentina). Dicha estatua, de 3,6 m de altura, fue realizada por el escultor francés Joseph Dubourdieu utilizando una mezcla de material. Este artista también se ocupó de realizar las simbólicas figuras de La industria, El comercio, Las ciencias y Las artes que se colocaron en los cuatro ángulos del pedestal.
En las caras del obelisco también se añadieron: un sol que miraba al naciente (o sea, hacia la actual Casa Rosada) en dorado, y en los restantes tres lados coronas de laurel en altorrelieve. Pueyrredón también modificó el pedestal y capitel original aumentándoles la altura y ancho. En los cuatro lados de la base se colocaron las representaciones del escudo nacional argentino. Se colocó una nueva verja que en cada uno de los vértices tenía un farol a gas. La obra fue finalizada el 27 de abril de 1856. Debió ser estucada imitando mármol para darle un aspecto más rutilante, pero no se realizó con éxito, por lo que un año después se la volvió a estucar.
El 21 de octubre de 1860 fue testigo de la jura de la Constitución de la Nación Argentina por parte de las autoridades de la Provincia de Buenos Aires, encabezadas por Bartolomé Mitre.
Quienes visitaban a la ciudad desde el exterior, tenían opiniones diversas sobre el monumento:

La Plaza de la Victoria, con su estatua de la Libertad de alto pedestal, era para Seymour la parte más bonita de la ciudad; en cambio Burton hizo anotaciones sobre el obelisco de ladrillo enyesado, con raquíticos paraísos "simples palos en agosto", alrededor todo le resultaba pequeño, pobre y feo.

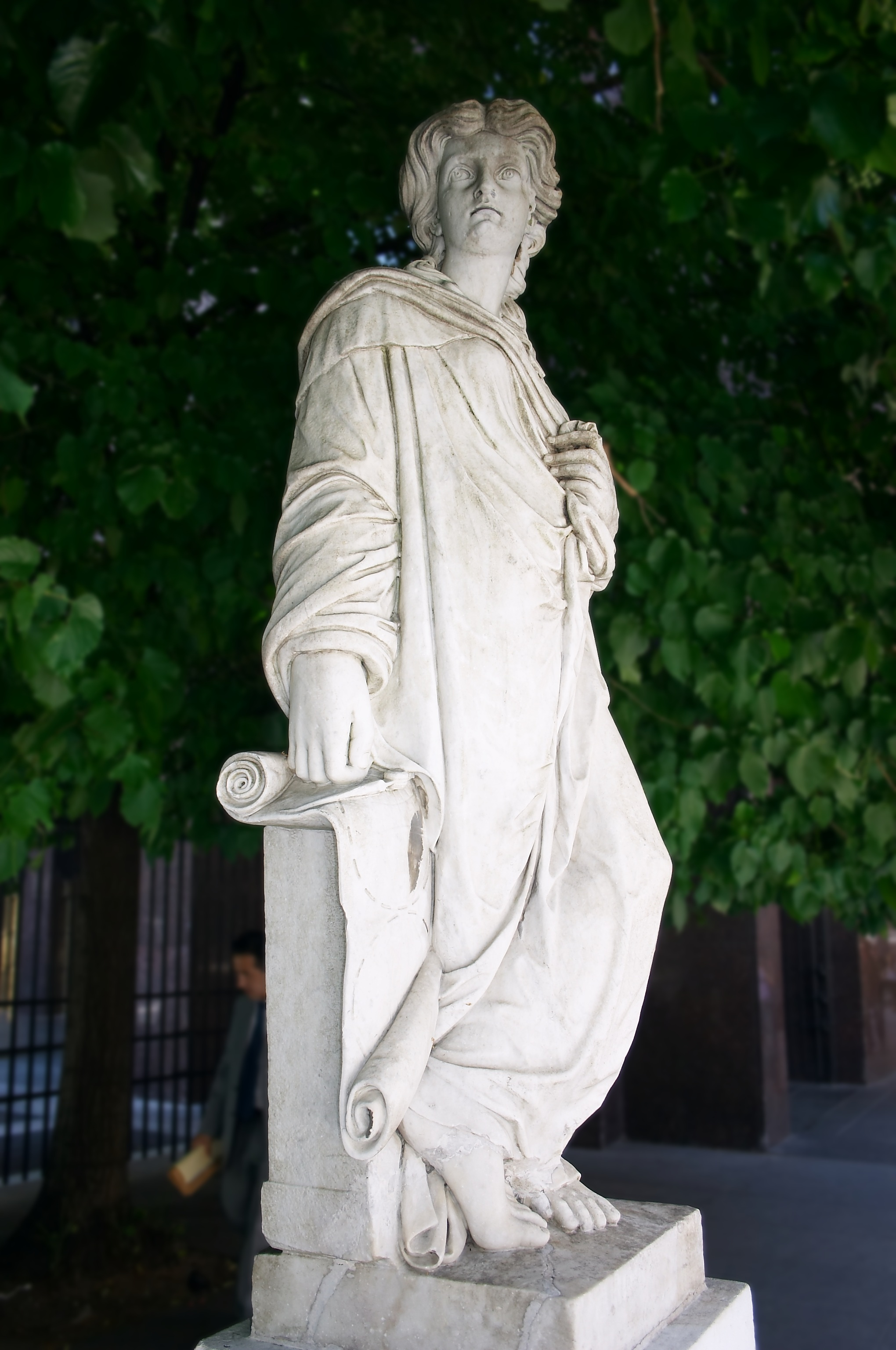
La Geografía.

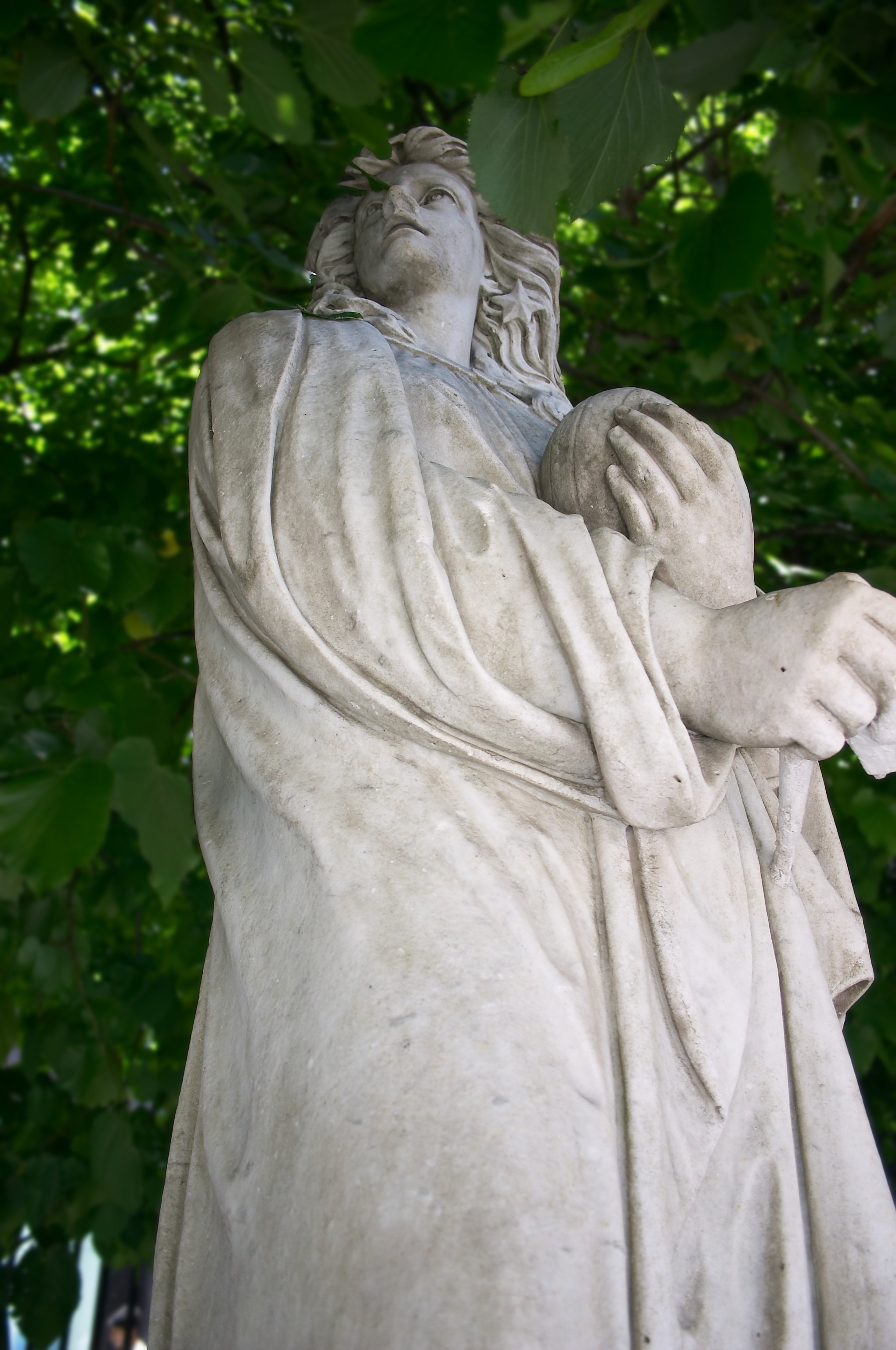
La Astronomía.

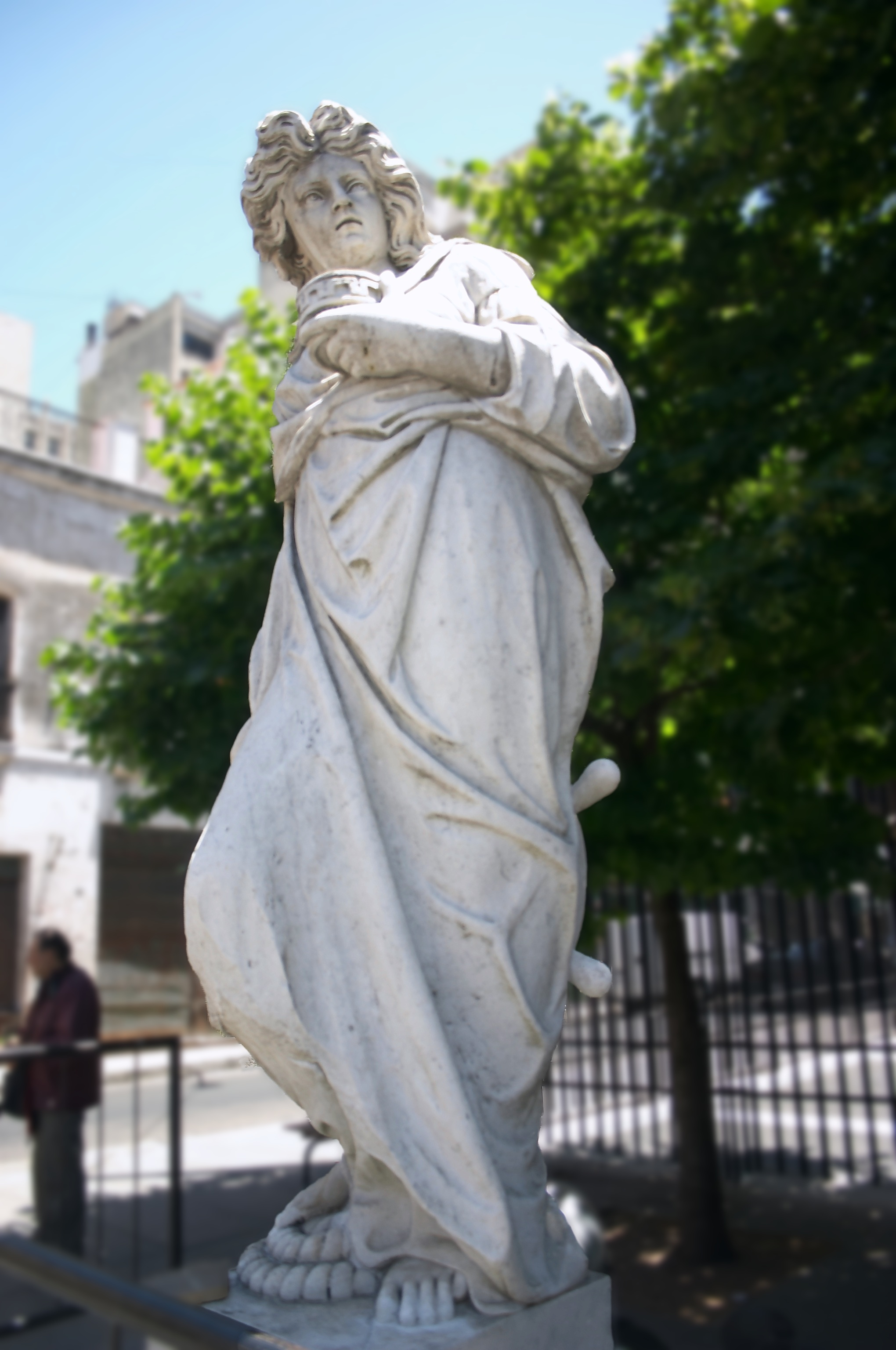
La Navegación.

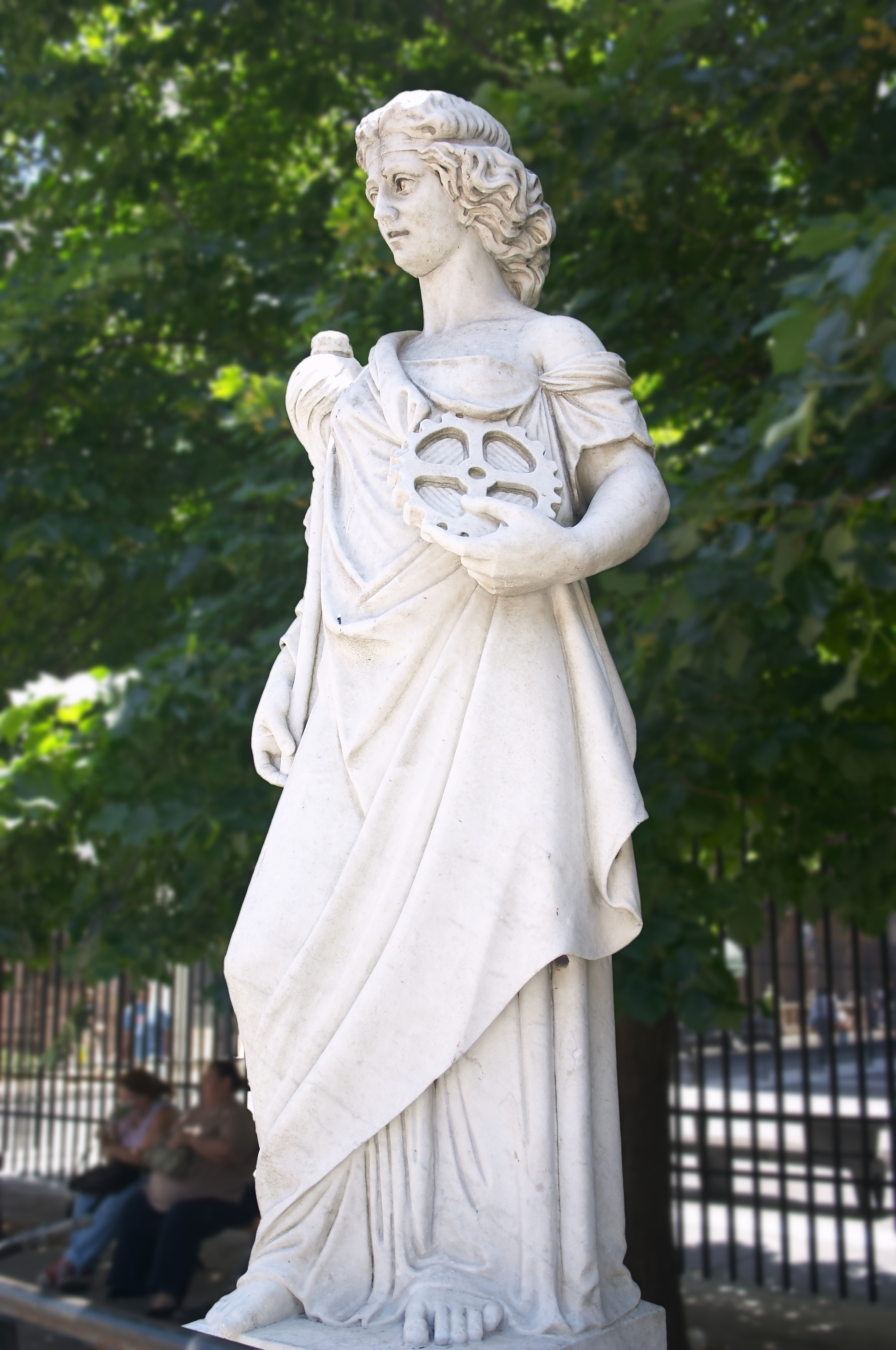
La Industria.

En 1859, debido a que el revoque usado no presentaba la duración esperada, se recubrió su base con mármol. En 1873 se encontraban en muy mal estado las estatuas, que eran de tierra cocida y estucada, motivo por el cual se retiraron y se reemplazaron por unas esculturas de mármol de Carrara (La Geografía, La Astronomía, La Navegación y La Industria) que se hallaban en el primer piso del Banco Provincia en la calle San Martín. Estas permanecieron hasta 1912 en que, al trasladarse la pirámide, fueron retiradas y pasaron a depósito municipal. El 6 de octubre de 1972 fueron ubicadas en la antigua plazoleta de San Francisco, en la intersección de las calles Defensa y Alsina, a unos 150 m de la actual ubicación de la pirámide. Finalmente, en julio de 2017, durante una restauración del monumento, regresaron a su ubicación original.
En 1883, bajo la intendencia de Torcuato de Alvear, se demolió la Recova y desde entonces las dos plazas quedaron formando la actual plaza de Mayo. El intendente consideraba que el monumento debía ser demolido y en su lugar construido otro más grandioso, por lo que pidió autorización al Concejo Deliberante para ejecutar el proyecto. Este consultó la opinión de distinguidos ciudadanos: los expresidentes Bartolomé Mitre; Domingo F. Sarmiento y Nicolás Avellaneda; Vicente F. López; Andrés Lamas; Miguel Estévez Seguí, que fue Jefe de Policía y Presidente de la Municipalidad; Ángel Justiniano Carranza, Manuel Ricardo Trelles y José Manuel Estrada. Cuatro de ellos, Avellaneda, Lamas, Estrada y Estévez Seguí, se inclinaron por respetarla. Así, por ejemplo, Mitre opinaba que "Si ese monumento existiese en su primitiva y severa sencillez, no hay duda que debiera conservarse (...pero...) de tal manera ha sido adulterado en sus líneas generales y en sus proporciones así como en su rústico estilo arquitectónico (...) fuera de la tradición histórica que le dio significado (...) puede y debe ser demolida como tal por ser una falsificación". Solo consideraba digno de respetarse y conservarse el basamento.
Sarmiento rechazaba las profanaciones hechas a la primitiva pirámide. El Dr. Nicolás Avellaneda opinaba que debía restablecerse en su forma primitiva, despojándola de los adornos añadidos más tarde, pero sin destruirla.
En cambio, para Andrés Lamas, el monumento debía conservarse por varias causas:
1. porque es el punto de partida de nuestra propia vida, de cuando se conserva una historia exclusivamente nuestra, de cuando la plaza de la Victoria se convirtió en forum del pueblo.
2. porque el pueblo la vincula con nuestras primeras victorias patrias y porque junto a ella se conmemoran todas las fiestas importantes, lo que la convirtió en el Altar de la Libertad.
3. porque es la verdad de su tiempo, porque es pobre porque los patriotas eran pobres, pero libres.
4. porque para demolerla se necesita una ley nacional que lo autorice, ya que la municipalidad no tiene poder sobre ella.[11]

Fueron tantas las opiniones y las protestas periodísticas que el Concejo Deliberante y Alvear prefirieron no innovar. No obstante, el 25 de octubre el Congreso de la Nación decidió eliminar el "triste monumento" e instalar "una magnífica fuente de bronce", pero la iniciativa no prosperó.

### El traslado
En 1906, para la celebración del Centenario argentino de la Revolución de Mayo, entre tantas obras edilicias proyectadas se pensó en erigir un grandioso "Monumento a la Revolución de 1810", con la idea, nuevamente, de que encerrara en su interior a la Pirámide de Mayo. Se realizó entonces un concurso internacional que fue ganado por dos italianos. La ubicación del monumento debía ser el centro de la plaza de Mayo, para lo cual era necesario el traslado de la Pirámide, el cual se realizó recién en 1912, bajo la dirección de Anselmo Borrel.
La Junta Histórica y Numismática (antecedente de la Academia Nacional de la Historia) realizó previamente un análisis que corroboró que la pirámide original estaba bajo las adiciones realizadas en 1857. Primero, como se comentó anteriormente, se le retiraron las estatuas de mármol que tenía a su alrededor. Luego se la "encamisó" con maderas para protegerla durante el movimiento. Se colocaron dos rieles a una distancia uno del otro de 4 m sustentados en pilares de mampostería que debieron soportar el peso de 225 t. La tracción se realizó con güinches, colocándose debajo de la Pirámide una plataforma de cemento que descansaba sobre sólidas ruedas. Así, paso a paso, avanzó 63,17 m desde el 12 de noviembre al 20 del mismo mes de 1912, colocándose debajo de ella, al finalizar la operación, una urna de metal con una leyenda referente a su traslado. Sin embargo, el proyecto de encerrarla en otro gran monumento volvió a quedar en la nada, en parte debido al inicio de la Primera Guerra Mundial y en parte a las protestas de quienes no estaban a favor del traslado.  Así, en 1915, al cumplir con el pedido de los periódicos de reponer las placas de homenaje que se habían retirado, todo volvió a estar como antes, salvo por el traslado en sí y porque además de las estatuas se retiró la cerca que fue sustituida por un suave foso cubierto de césped.
También después se tuvo la idea de restituirla a su origen histórico, ajustándola en lo posible a sus antiguas líneas. Además se le colocaron los peldaños y la reja que la rodeaba, quitándole el "armazón de estuco y figuras inoportunas". Pero resoluciones posteriores limitaron las reformas a colocarla al nivel del suelo, renovarle la pintura y reemplazarle los escudos por el de 1813, además de devolverle la reja primitiva.
El 25 de mayo de 1941 la Comisión de Monumentos Históricos descubrió, cerca de la base de la Pirámide, del lado oeste, una placa referida a la nobleza del monumento, que fue declarado Histórico por Decreto del Poder Ejecutivo Nacional n.º 120.412 del 21 de mayo de 1942.
El 25 de mayo de 1960 las autoridades de Uruguay obsequiaron a la Argentina una placa que fue colocada del lado este que dice:

Homenaje del Gobierno y Pueblo Oriental a la gran Nación Argentina en el sesquicentenario de la Revolución de Mayo, fecha gloriosa con la cual se inició el proceso de emancipación de los pueblos libres del Plata.

El cantero que la rodea posee tierra proveniente de cada una de las provincias argentinas.

### La Pirámide y los desaparecidos

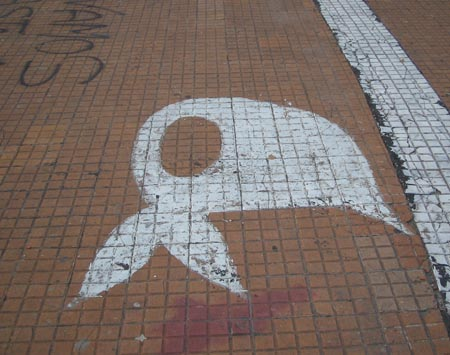
El pañuelo blanco que simboliza a las Madres y Abuelas de Plaza de Mayo, pintado sobre el sendero en el que se realiza cada jueves la ronda alrededor de la Pirámide.

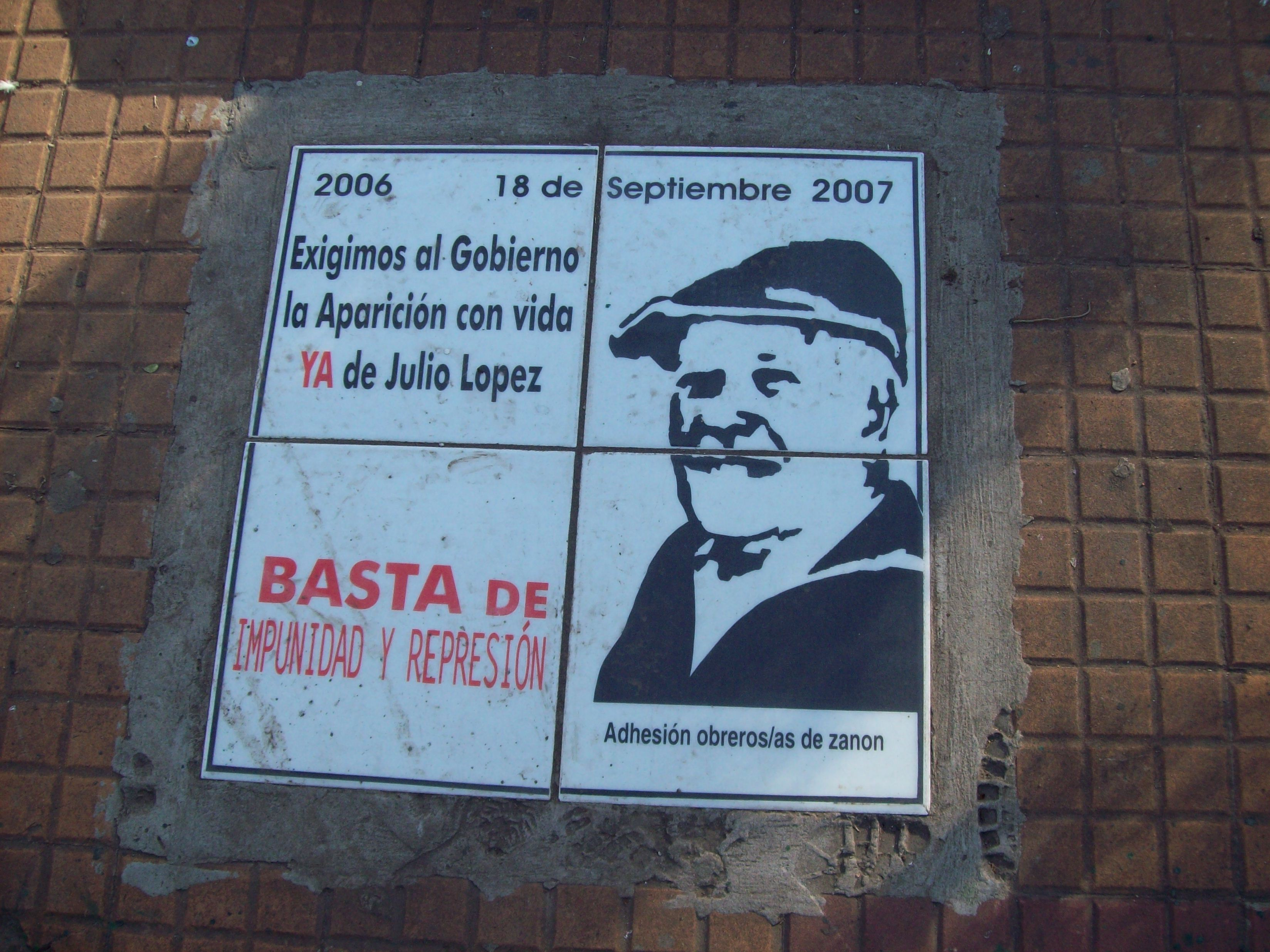
Placa elaborada con baldosas por la fábrica Zanon, reclamándole al Gobierno la aparición de Jorge Julio López.

Durante la dictadura militar autodenominada "Proceso de Reorganización Nacional" (1976-1983) las Madres de Plaza de Mayo y las Abuelas de Plaza de Mayo decidieron marchar cada jueves alrededor de la pirámide, llevando las mujeres el cabello cubierto por un pañuelo blanco, en señal de protesta y presión, por la detención-desaparición de sus familiares, incluyendo unos 500 bebés.
El 10 de marzo de 2005 la Legislatura de la ciudad autónoma de Buenos Aires sancionó la Ley 1653, que declaró "Sitio Histórico" al área que rodeaba a la Pirámide de Mayo. Actualmente, en ese espacio, se encuentran pintados en forma estilizada, entre líneas radiales que conforman un círculo, los pañuelos que las madres de las personas desaparecidas durante la dictadura militar suelen utilizar en sus cabezas para identificarse.
El 8 de diciembre del mismo año, a pedido de sus hijos, las cenizas de Azucena Villaflor fueron depositadas junto a la Pirámide de Mayo, en el mismo lugar donde ella comenzó a organizar la lucha de las Madres.
El 18 de septiembre de 2007, como parte de un acto con movilización a la plaza de Mayo, para recordar el aniversario de la desaparición de Jorge Julio López tras su declaración en contra del ex represor  Miguel Etchecolatz, se colocaron cuatro cerámicos producidos por los trabajadores de la fábrica Zanón, a los pies de la pirámide, cerca de la placa bajo la cual se encuentran las mencionadas cenizas de Azucena Villaflor.

### Restauraciones
En mayo de 2010, gracias a una iniciativa privada de un estudio de restauración llamado Uffizi, un grupo de una ocho personas dirigidas por José Mastrángelo restauró la Pirámide de Mayo para que estuviese en consonancia con los grandes festejos del Bicentenario de la Revolución de Mayo. El estudio costeó tanto los materiales como la mano de obra. El monumento pasó entonces por procesos de inspección, cateo exploratorio, relleno del cuerpo principal y las aristas corroídas por el tiempo y recibió una pintada general con pintura de látex.
Desde principios y hasta mediados de 2017, con motivo del aniversario de la inauguración de 1856, se realizó un proceso de restauración integral de todo el monumento por la Dirección General de Patrimonio, Museos y casco histórico del Gobierno de la ciudad autónoma de Buenos Aires. Se reinstalaron las estatuas que se encontraban en su base y que fueron retiradas en 1912, restaurándolas, como así también fue restaurada la estatua de la Libertad que corona al monumento. A esta última se le agregó una punta de aluminio a la lanza que sostiene la figura femenina: la original habría sido de hierro, que con el tiempo desapareció y fue reemplazada por una de madera. Las tareas continuaron sobre los mármoles y el pedestal, que mantenía rastros de vandalismos y malas reparaciones, incluyendo la restauración del 2010, que resultó en un deterioro mayor. También fue enrejada con una reja mayor a la que poseía para evitar vandalismos, producto de las múltiples manifestaciones que se dan a su alrededor. Pese a todo, la nueva defensa no logró evitar que, menos de dos meses luego, alguien colocase un grafiti vandálico con la leyenda "¿Donde está Santi ?", en los costados del monumento, en referencia a la búsqueda, en aquel entonces, de Santiago Maldonado. Los trabajos también incluyeron la eliminación de vegetación invasiva en torno a la Pirámide de Mayo y la intervención y recuperación de las placas de bronce conmemorativas.
En 2017, la pirámide recuperó las cuatro estatuas que le habían sido quitadas en 1912 cuando de la trasladó al centro de la plaza.

## Placa conmemorativa

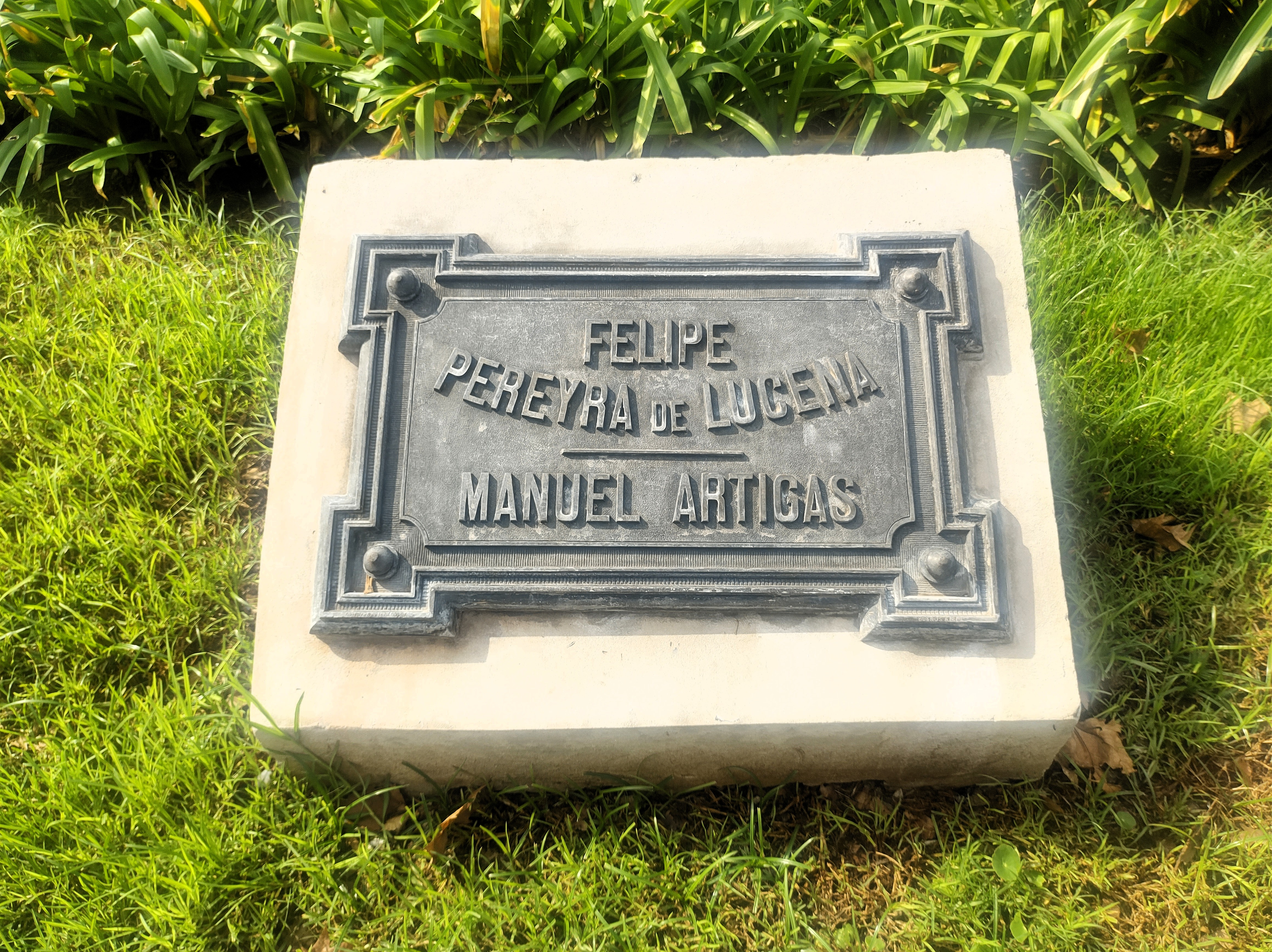
Placa recordando a los dos primeros oficiales muertos luchando por la Independencia

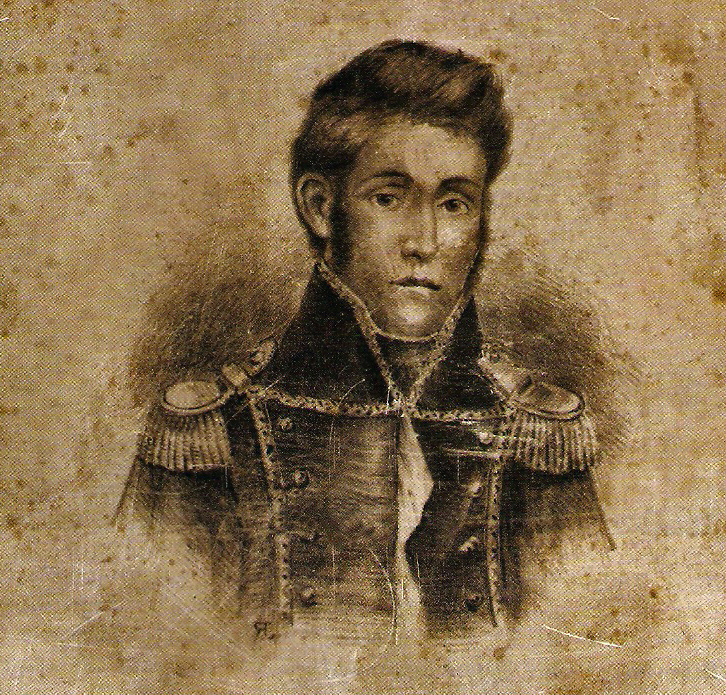
Felipe Pereyra de Lucena.

En la Pirámide de Mayo existe una placa de bronce, de 85 cm de largo y 57 cm de alto, que primitivamente estaba colocada sobre el lado oeste de la Pirámide, pero que con los arreglos del año 2017, fue situada en al piso, del lado sur. Todo su contenido son dos nombres: Felipe Pereyra de Lucena y Manuel Artigas. Estos nombres, casi desconocidos para la mayoría de los paseantes de hoy en día, fueron inscriptos en la Pirámide durante la presidencia del Dr. Carlos Pellegrini, en 1891, por iniciativa de una comisión de personas que corrieron con los gastos, y en cumplimiento a lo resuelto por la Junta Grande en 1811. En efecto, el 31 de julio de ese año se había resuelto inscribir en la Pirámide los nombres de esas dos personas, que fueron los dos primeros oficiales que perdieron la vida en los campos de batalla luchando por la independencia argentina:
- Manuel Artigas era primo del caudillo oriental, José Gervasio Artigas. Había nacido en Montevideo, Uruguay, en 1774. Durante la Revolución de Mayo formó parte del grupo revolucionario que integraban Domingo French y Antonio Luis Beruti. Actuó como capitán en la marcha al Paraguay. Ascendido a comandante fue héroe en el combate de Campichuelo y el 25 de abril de 1811 fue herido en San José, muriendo a los 33 años el 24 de mayo de 1811.[2]

- Felipe Pereyra de Lucena había nacido en 1789 y durante las Invasiones Inglesas actuó como cadete. Durante la Revolución de Mayo ya había alcanzado el grado de teniente, partiendo con ese grado hacia la campaña del Alto Perú. En junio de 1811 logró el grado de capitán. Herido en actual territorio boliviano fue trasladado al poblado de Jesús de Machaca donde falleció el 20 de junio de 1811 a la edad de 22 años.[2]

La noticia de estas dos bajas causó impresión y la Junta Gubernativa dispuso que se grabaran sus nombres en una lámina de bronce. Al no poder costearse la placa no se cumplió con la disposición. El padre del capitán Pereyra de Lucena insistió en 1812, pero nada se hizo. Parientes del capitán volvieron a insistir en 1856, pero el asunto volvió a quedar suspendido. Recién en 1891 por iniciativa de un grupo de personas se costeó la placa por suscripción popular, colocándosela el 24 de mayo de ese año.

## Réplicas
En la ciudad de La Punta (San Luis) se encuentra una réplica de la Pirámide de Mayo y del Cabildo realizados según planos originales.
En la plaza Eduardo Costa, frente al palacio municipal de la ciudad de Campana, provincia de Buenos Aires, fue inaugurada el 25 de mayo de 1960 y en ocasión de la celebración del Sesquicentenario del primer grito de libertad de la Nación Argentina, una réplica de la Pirámide de Mayo.
El monumento fue realizado a solicitud del entonces intendente municipal Calixto B. Dellepiane, y donado por el Sr. Adolfo Brand, según Decreto del D.E. N.º 656 de fecha 8 de abril de 1960 y su posterior aprobación por parte del H.C.D. (Ordenanza N.º 573/60 de fecha 13 de mayo de 1960).
Por otra parte, en un extremo de la plaza San Martín en la localidad de la ciudad de Belén de Escobar, también en la provincia de Buenos Aires, se encuentra otra réplica de la Pirámide de Mayo. Está realizada en hierro y cemento.
El día de la inauguración se depositó dentro de ella un cofre con trabajos premiados y un mensaje del matrimonio Dulom que será abierto a los 100 años de su inauguración en 1961.
También existe una réplica de la Pirámide de Mayo en San José de Mayo (República Oriental del Uruguay), ciudad donde, el 25 de abril de 1811, se desarrolló el combate que es considerado la primera victoria revolucionaria. Hecho que le valió a la ciudad de San José el reconocimiento de la Primera Junta, que la denominó San José de Mayo. A raíz de las heridas recibidas en combate, varios días después falleció el Capitán Manuel Artigas, uno de los homenajeados en el lado oeste de la pirámide original. La ubicación de dicha réplica es en la confluencia de las calles 25 de Mayo y Manuel D. Rodríguez de aquella ciudad.
Otra réplica se puede encontrar en la ciudad italiana de Potenza Picena, siendo un regalo hecho por inmigrantes italianos que años después retornaron a Italia.
En el «Paseo de la Democracia» de la ciudad de Villa Elisa, Provincia de Entre Ríos, se encuentra una réplica de la Pirámide en madera de fresno, realizada por el tallista Adrián Cabrera. El monumento fue inaugurado el 24 de marzo de 2017 con motivo de la conmemoración del Día Nacional de la Memoria por la Verdad y la Justicia.
Existe otra pequeña réplica en la ciudad gallega de Betanzos, dentro del parque del Pasatiempo, ideado por el indiano Juan García Naveira que le dedica un muro entero del parque a la nación argentina.
|                                    |
| Réplica en Escobar (Buenos Aires). |

|                                    |
| Réplica en Campana (Buenos Aires). |

|                                                            |
| Réplica en el parque del Pasatiempo de Betanzos (Galicia). |